# Петър Гурджев
Петър Андреев Гурджев е български фармацевт от първата половина на ХХ век.

## Биография
Роден е на 12 юли 1882 година в село Смилево, Битолско, в семейство на учители. Негов по-голям брат е Велян Гурджев, деец на Вътрешната македоно-одринска революционна организация.
След Илинденското въстание, Петър Гурджев заминава да учи фармация в Загребския университет. Продължава образованието си в Грац и накрая завършва в Лозана, Швейцария.
Участва в Първата световна война като запасен санитарен поручик, аптекар в 5-и дивизионен санитарен парк. За отличия и заслуги през втория период на войната е награден с орден „За военна заслуга“.
Според спомени на роднини след завръщането си в Царство България, със заповед на Министерството на вътрешните работи и народното здраве, Петър Гурджев поема аптечна концесия в Ямбол.